# Чернев, Пётр Дмитриевич
Пётр Дмитриевич Чернев (1924—2000) — советский передовик сельского хозяйства, бригадир колхоза имени В. В. Куйбышева Оренбургской области. Герой Социалистического Труда (1966).

## Биография
Родился 9 октября 1924 года в селе Нежинка Оренбурского района Оренбургской области в крестьянской семье.
С 1941 по 1942 годы, после окончания неполной средней сельской школы, начал свою трудовую деятельность — разнорабочим, после окончания курсов механизаторов работал трактористом в колхозе села Нежинка Оренбургского района.
С 1942 года был призван в ряды РККА, участник Великой Отечественной войны в составе 1-й батареи 592-го истребительно-противотанкового артиллерийского полка 4-й истребительно-противотанковой артиллерийской дивизии Резерва Верховного главного командования — рядовой-радиотелеграфист. Воевал на 1-м Белорусском и Центральном фронтах, в период боёв получил тяжёлое ранение. За период войны в 1943 году был награждён медалями «За боевые заслуги» и «За отвагу».
С 1946 года, после демобилизации из рядов советской армии, П. Д. Чернев работал трактористом и помощником тракторной бригады, с 1954 года — бригадиром тракторной бригады колхоза имени В. В. Куйбышева Оренбургского района Оренбургской области. Тракторная бригада под руководством П. Д. Чернева добилась высокого роста урожайности озимых, став передовой в Оренбургском районе. Даже не в самых лучших погодных условиях бригада на площади двух с лишним тысяч гектаров, собирала не менее тринадцати центнеров зерна с гектара.
22 июня 1966 года Указом Президиума Верховного Совета СССР «за успехи, достигнутые в увеличении производства и заготовок пшеницы, ржи, гречихи, других зерновых и кормовых культур и в высокопроизводительном использовании техники», Пётр Дмитриевич Чернев был удостоен звания Героя Социалистического Труда с вручением Ордена Ленина и золотой медали «Серп и Молот».
С 1984 года вышел на заслуженный отдых, жил в селе Нежинка, Оренбургского района Оренбургской области, был членом Всероссийского Совета колхозов.
Скончался 11 марта 2000 года.

## Награды
- Медаль «Серп и Молот» (23.06.1966)
- Орден Ленина (23.06.1966)
- Орден Отечественной войны I степени (06.04.1985)
- Орден Знак Почёта
- Медаль «За отвагу» (18.11.1943)
- Медаль «За боевые заслуги» (11.10.1943)
- Медаль «За победу над Германией в Великой Отечественной войне 1941—1945 гг.»

### Звания
- Почетный гражданин Оренбургского района[4]